# Seznam avstrijskih smučarjev
Seznam avstrijskih smučarjev.

## A
- Christina Ager
- Kilian Albrecht
- Margret Altacher
- Armin Assinger

## B
- Stefan Babinsky
- Romed Baumann
- Patrick Bechter
- Caroline Beer
- Silvia Berger
- Frederic Berthold
- Christian Borgnaes
- Eva-Maria Brem
- Stefan Brennsteiner
- Stephanie Brunner
- Andreas Buder
- Karin Buder

## D
- Daniel Danklmaier
- Alexandra Daum
- Jessica Depauli
- Marc Digruber
- Christoph Dreier
- Michaela Dorfmeister
- Thomas Dorner
- Markus Dürager
- Julia Dygruber
- Michaela Dygruber

## E
- Stephan Eberharter
- Ingrid Eberle
- Markus Eberle
- Elfi Eder
- Sylvia Eder
- Magdalena Egger
- Sabine Egger
- Hans Enn

## F
- Natalie Falch
- Manuel Feller
- Nadine Fest
- Lukas Feurstein
- Patrick Feurstein
- Andrea Fischbacher
- Max Franz
- Werner Franz

## G
- Katharina Gallhuber
- Marc Girardelli (tekmoval za Luksemburg)
- Elisabeth Görgl
- Stephan Görgl
- Renate Götschl
- Bernhard Graf
- Mathias Graf
- Lisa Grill
- Werner Grissmann
- Franziska Gritsch
- Christoph Gruber
- Hans Grugger
- Bernhard Gstrein
- Fabio Gstrein

## H
- Anja Haas
- Christl Haas
- Raphael Haaser
- Ricarda Haaser
- Gabrielle Hauser
- Michaela Heider
- Daniel Hemetsberger
- Reinfried Herbst
- Thomas Hettegger
- Hansi Hinterseer
- Christian Hirschbühl
- Marcel Hirscher
- Helmut Höflehner
- Maria Holaus
- Lisa Hörhager
- Christopher Hörl
- Wolfgang Hörl
- Nicole Hosp
- Herbert Huber
- Katharina Huber
- Cornelia Hütter

## K
- Elisabeth Kappaurer
- Monika Kaserer
- Michaela Kirchgasser
- Elisabeth Kirchler
- Franz Klammer
- Bernhard Knauß
- Hans Knauß
- Hannah Köck
- Niklas Köck
- Dietmar Köhlbichler
- Stefanie Köhle
- Manuel Kramer
- Christoph Krenn
- Vincent Kriechmayr
- Johannes Kröll
- Klaus Kröll
- Petra Kronberger
- Anni Kronbichler

## L
- Matthias Lanzinger
- Roland Leitinger
- Manuela Lieb
- Katharina Liensberger
- Thomas Lödler
- Bernadette Lorenz
- Irmgard Lukasser

## M
- Günther Mader
- Hermann Maier
- Sabrina Maier
- Ulrike Maier
- Chiara Mair
- Marcel Mathis
- Alfred Matt
- Mario Matt
- Michael Matt
- Christian Mayer
- Matthias Mayer
- Daniel Meier
- Alexandra Meissnitzer
- Elisa Mörzinger
- Annemarie Moser-Pröll
- Stefanie Moser

## N
- Christopher Neumayer
- Kerstin Nicolussi
- Michelle Niederwieser
- Rudolf Nierlich
- Christoph Nösig
- Michaela Nösig
- Vanessa Nussbaumer

## O
- Brigitte Obermoser
- Christian Orlainsky
- Nina Ortlieb
- Patrick Ortlieb

## P
- Adrian Pertl
- Karoline Pichler
- Manfred Pranger
- Joachim Puchner
- Mirjam Puchner

## R
- Ariane Rädler
- Benjamin Raich
- Dominik Raschner
- Bernadette Rauter
- Hannes Reichelt
- Gernot Reinstadler
- Elisabeth Reisinger
- Mario Reiter
- Erwin Resch
- Stephanie Resch
- Claudia Riegler (avstrijsko-novozelandska)
- Christian Rijavec
- Peter Rzehak

## S
- Toni Sailer
- Rainer Salzgeber
- Julia Scheib
- Florian Scheiber
- Mario Scheiber
- Christine Scheyer
- Heinz Schilchegger
- Josef Schilchegger
- Marlies Schild
- Bernadette Schild
- Nicole Schmidhofer
- Rosina Schneeberger
- Rainer Schönfelder
- Philipp Schörghofer
- Karl Schranz
- Marco Schwarz
- Patrick Schweiger
- Florian Seer
- Ramona Siebenhofer
- Bjørn Sieber
- Lea Sölkner
- Uli Spieß
- Marie-Therese Sporer
- Thomas Stangassinger
- Christina Staudinger
- Roswitha Steiner
- Regina Sterz
- Josef Stiegler
- Leonhard Stock
- Georg Streitberger
- Otmar Striedinger
- Claudia Strobl
- Fritz Strobl
- Josef Strobl
- Hubert Strolz
- Johannes Strolz
- Joshua Sturm
- Thomas Sykora

## T
- Carmen Thalmann
- Matthias Tippelreither
- Tamara Tippler
- Katrin Triendl
- Hannes Trinkl
- Michael Tritscher
- Katharina Truppe

## V
- Anna Veith
- Stephanie Venier
- Mariella Voglreiter

## W
- Anita Wachter
- Magnus Walch
- Josef Walcher
- Michael Walchhofer
- Christian Walder
- Harti Weirather
- Sieglinde Winkler
- Peter Wirnsberger
- Manuel Wieser
- Sigrid Wolf

## Z
- Mathias Zdarsky
- Lisa-Maria Zeller
- Kathrin Zettel
- Noel Zwischenbrugger